# Etchojoa
Etchojoa è una municipalità dello stato di Sonora nel Messico settentrionale, il cui capoluogo è la località omonima.
Conta 63.216 abitanti (2010) e ha una estensione di 949,85 km².